# Acanthocotylidae
Acanthocotylidae är en familj av plattmaskar. Acanthocotylidae ingår i ordningen Monopisthocotylea, klassen sugmaskar, fylumet plattmaskar och riket djur. Enligt Catalogue of Life omfattar familjen Acanthocotylidae 4 arter. 
Kladogram enligt Catalogue of Life:
| Acanthocotylidae | \| \| Allacanthocotyla \| \| \| \| \| \| Lophocotyle \| \| \| \| \| \| Pseudacanthocotyla \| \| \| \| |
|                  | \| \| Allacanthocotyla \| \| \| \| \| \| Lophocotyle \| \| \| \| \| \| Pseudacanthocotyla \| \| \| \| |
|                  | Bothitrematidae                                                                                       |
|                  | |
|                  | Calceostomatidae                                                                                      |
|                  | |
|                  | Capsalidae                                                                                            |
|                  | |
|                  | Dactylogyridae                                                                                        |
|                  | |
|                  | Dionchidae                                                                                            |
|                  | |
|                  | Diplectanidae                                                                                         |
|                  | |
|                  | Gyrodactylidae                                                                                        |
|                  | |
|                  | Loimoidae                                                                                             |
|                  | |
|                  | Microbothriidae                                                                                       |
|                  | |
|                  | Monocotylidae                                                                                         |
|                  | |
|                  | Tetraonchidae                                                                                         |
|                  | |
|                  | Udonellidae                                                                                           |
|                  | |
|                  | Allacanthocotyla                                                                                      |
|                  | |
|                  | Lophocotyle                                                                                           |
|                  | |
|                  | Pseudacanthocotyla                                                                                    |
|                  | |

|  | Allacanthocotyla   |
|  |                    |
|  | Lophocotyle        |
|  |                    |
|  | Pseudacanthocotyla |
|  |                    |